# 林久喜
林 久喜（はやし ひさよし、1958年 - ）は、日本の農学者。専門は、作物生産システム学。

## 略歴
長野県岡谷市出身。長野県諏訪清陵高等学校を経て、筑波大学第二学群農林学類卒業。同大学大学院農学研究科修了。1986年長野県諏訪農業改良普及所技師。1987年長野県中信農業試験場畑作栽培部技師、長野県農業大学校営農学部中信農業研究科・実科講師併任。筑波大学大学院生命環境科学研究科准教授を経て、2011年同大学生命環境系教授。2014年から2020年まで筑波大学附属駒場中学校・高等学校校長併任。

## 著書

### 共著
- 『特産種苗 No.10 2011.3 【特集ソバ】』 財団法人日本特産農作物種苗協会